# Guarinisuchus
Guarinisuchus (лат., от тупи guarini — воин и греч. suchus — крокодил) — род вымерших морских крокодиломорф, живших в раннем палеоцене (датский век). К роду относят единственный вид — Guarinisuchus munizi, ископаемые остатки которого найдены в формации Марии Фаринхи, Пернамбуку (Бразилия). 
Вид назван в честь бразильского палеонтолога Деральдо да Коста Барроса Муниса (порт. Deraldo da Costa Barros Muniz). Родовое название «воин (морей)» был выбран потому, что эти животные пережили вымирание в конце верхнего мела.
Представители рода были доминирующими хищниками в морской среде, и, вероятно, достигал 3 метров. Guarinisuchus, по-видимому, тесно связан с морскими крокодиломорфами, найденными в Африке, что подтверждает гипотезу о том, что группа возникла в Африке и мигрировала в Южную Америку, прежде чем распространиться в водах у побережья Северной Америки.

## Голотип
Голотип DG-CTG-UFPE 5723 состоит из почти полного черепа, включая нижнюю челюсть, локтевую кость, шейные и хвостовые позвонки, ребра, кожные отпечатки и отдельные зубы. Длина черепа составляет 52,5 сантиметра, а в самой широкой точке — 16 сантиметров.
Образец был обнаружен палеонтологами Барбоса и Виана в 2003 году в известняковом карьере в районе Паулиста к северу от Ресифи, столицы штата Пернамбуку, который является частью формации Марии Фаринхи.
По словам Александра Келлнера из Национального музея Федерального университета Рио-де-Жанейро, найденные остатки являются одним из наиболее полных образцов морских крокодилов, найденных до сих пор в Южной Америке.